# Саруханян, Эдуард Иосифович
Эдуа́рд Ио́сифович Саруханя́н — доктор географических наук, океанолог, почётный полярник, заслуженный метеоролог Российской Федерации (2008), специальный советник Генерального секретаря Всемирной метеорологической организации по МПГ 2007—2008, директор департамента Всемирной службы погоды.

## Биография
Эдуард Иосифович Саруханян родился 24 июня 1940 года в г. Новороссийске Краснодарского края.
В 1957 году Э. И. Саруханян поступил на арктический факультет Ленинградского высшего морского инженерного училища (ЛВИМУ) им. адмирала С. О. Макарова, окончив его с отличием в 1962 году по специальности «инженер-океанолог». По распределению Э. И. Саруханян был направлен на работу на должность младшего научного сотрудника в арктическую научно-исследовательскую лабораторию в пос. Тикси Якутской АССР.
В 1965 году Эдуард Иосифович поступил в аспирантуру на кафедру гидрологии моря ЛВИМУ, которую окончил в декабре 1967 года. В январе 1968 года Э. И. Саруханян защитил диссертацию на соискание учёной степени кандидата географических наук по теме «Полюсный прилив в Мировом океане», подготовленную под руководством профессора И. В. Максимова.
С декабря 1967 года по август 1969 года Э. И. Саруханян работал младшим научным сотрудником в институте биологии внутренних вод АН СССР в пос. Борок Ярославской области. Одним из результатов этой работы стала монография, написанная им совместно с Н. П. Смирновым, посвящённая изучению причин многолетней изменчивости стока Волги.
С сентября 1969 г. трудовая деятельность Э. И. Саруханяна связана с Арктическим и антарктическим научно-исследовательским институтом (ААНИИ) в Ленинграде.
В период с ноября 1969 г. по октябрь 1970 г. Э. И. Саруханян принимал участие в дрейфе первой смены комсомольско-молодёжной станции «Северный полюс-19» История дрейфа «СП-19» изложена в книге А. Н. Чилингарова, М. П. Евсеева и Э. И. Саруханяна «Под ногами остров ледяной», выдержавшей на сегодняшний день три издания.
В период с 1975 по 1979 гг. Э. И. Саруханян являлся начальником трёх морских экспедиций в Южном океане и в Северо-Европейском бассейне по программе Полярного эксперимента (ПОЛЭКС). В 1974—1975 гг. он руководил экспедицией «ПОЛЭКС-Юг-75» в проливе Дрейка, в 1976 году был заместителем руководителя национального эксперимента «ПОЛЭКС-Север-76» в Северо-Европейском бассейне, а в 1978—1979 гг. возглавлял экспедицию «ПОЛЭКС-Юг-79» в районе Южного океана между Африкой и Антарктидой. По результатам оригинальных экспериментальных и теоретических исследований структуры и изменчивости Антарктического циркумполярного течения Э. И. Саруханяном опубликована монография, также изданная за рубежом на английском языке, и защищена в 1981 году докторская диссертация по теме «Крупномасштабная динамика вод Южного океана».
С апреля 1981 года Эдуард Иосифович возглавлял отдел Полярного эксперимента ААНИИ, ставший одним из ведущих научных подразделений института.
Э. И. Саруханян стоял у истоков современного международного сотрудничества в изучении Южного океана, являясь в 1981—1982 гг. руководителем российско-американской экспедиции в море Уэдделла на борту НЭС «Михаил Сомов».
Помимо этого он выполнил цикл исследований в области планетарной геофизики, в частности, при изучении долгопериодных космо-геофизических воздействий на гидрометеорологические процессы.
С 1984 по 2011 гг. Эдуард Иосифович Саруханян работал во Всемирной метеорологической организации (ВМО), где руководил отделом наблюдений, а затем возглавлял департамент Всемирной службы погоды. В последние годы работы, благодаря своему опыту в организации крупных наблюдательских программ, он являлся специальным советником Генерального секретаря ВМО по Международному Полярному Году (МПГ) 2007—2008 и членом Объединённого комитета по МПГ.
Э. И. Саруханян является автором и соавтором более 150 научных работ, в том числе восьми монографий и четырёх научно-популярных книг. Книга Саруханяна «Игорь Максимов» посвящена яркой исследовательской деятельности выдающегося геофизика проф И. В. Максимова и его научной школы. В книге «Мои полярные года» им описаны необычайные приключения, которые он вместе сдрузьями пережил на дрейфующей станции «СП-19» и в экспедициях в Южный океан. Обе книги вышли из печати в издательстве «ГеоГраф» и пользуются широким вниманием читателей.
За вклад в изучение полярных областей планеты Э. И. Саруханян награждён в 1981 году орденом «Знак Почёта». В 2008 году ему присвоено звание «Заслуженный метеоролог Российской Федерации».
В 2018 году удостоен Национальной премии «Имперская культура» имени Эдуарда Володина.

## Опубликованные работы
Монографии
- Саруханян Э. И. Мои полярные года. СПб: ГеоГраф, 2016.
- Саруханян Э. И. Игорь Максимов. Их именами названы корабли науки. СПб: ГеоГраф, 2013.
- Чилингаров А., Евсеев М., Саруханян Э. Под ногами остров ледяной : / Предисл. А. Ф. Трёшникова. Л.: Гидрометеоиздат, 1986.
- Максимов И. В. , Саруханян Э. И. , Смирнов Н. П. Океан и космос / Л.: Гидрометеоиздат, 1970.
- Саруханян Э. И., Смирнов Н. П. Многолетние колебания стока Волги. Л: Гидрометеоиздат, 1971.
- Саруханян Э. И. Структура и изменчивость Антарктического циркумполярного течения / Под ред. Н. П. Смирнова. Л.: Гидрометеоиздат, 1980.
- Исследования по программе ПОЛЭКС-Юг-78 : [Сб. статей] / Под ред. Э. И. Саруханяна, Н. П. Смирнова. Л.: Гидрометеоиздат, 1981.
- Долгопериодные изменения гидрометеорологических полей в полярных областях / Под ред. Э. И. Саруханяна. Л.: Гидрометеоиздат, 1983.
- Междуведомственная экспедиция по программе ПОЛЭКС-Юг-81 : (Науч. результаты). / Под ред. Э. И. Саруханяна, В. А. Романцова. Л.: Гидрометеоиздат, 1981.
- Саруханян Э. И. , Смирнов Н. П. Водные массы и циркуляция Южного океана. под ред. А. Ф. Трёшникова. Л. : Гидрометеоиздат, 1986.
- Смирнов Н. П. , Саруханян Э. И. Розанова И. В. ; Циклонические центры действия атмосферы Южного полушария и изменения климата) Санкт-Петербург : РГГМУ, 2004.

Статьи
- Саруханян Э. И., Смирнов Н. П. К изучению нутационной вариации деятельности системы Гольфстрим // Океанология. — 1965. — Т. 5, N 6.
- Карклин В. П., Саруханян Э. И. К изучению векового движения полюса Земли с 1900 по 1958 гг. // Доклады АН. — 1966. — Т. 166, N 4.
- Карклин В. П., Саруханян Э. И. О поступательном характере нутационной волны в океане // Доклады АН. — 1967. — Т. 172, N 6.
- Карклин В. П., Максимов И. В., Саруханян Э. И., Смирнов Н. П. Нутационная миграция Исландского минимума атмосферного давления // Доклады АН. — 1967. — Т. 177, N 1.
- Максимов И. В., Саруханян Э. И., Смирнов Н. П. Многолетние изменения индексов возможного воздействия на океан и атмосферу // Проблемы Арктики и Антарктики. — 1968 — Вып 31.
- Максимов И. В., Саруханян Э. И., Смирнов Н. П. Некоторые основные проблемы современной океанографии // Проблемы Арктики и Антарктики. — 1969. — Вып. 32.
- Саруханян Э. И. «Полюсный прилив» в Мировом океане // Доклады АН. — 1969. — Т. 188, N 3.
- Гудкович З. М., Саруханян Э. И., Смирнов Н. П. «Полюсный прилив» в атмосфере высоких широт и колебания ледовитости арктических морей // Доклады. АН. — 1970. — Т. 190, N 3.
- Максимов И. В., Саруханян Э. И., Смирнов Н. П. О связи силы деформации с перемещением центров действия атмосферы // Доклады АН. — 1970. — Т. 190, N 5.
- Гудкович З. М., Саруханян Э. И., Смирнов Н. П. Барический «полюсный прилив» и его влияние на ледовитость арктических морей // Океанология. — 1970. — Т. 10, N 3.
- Саруханян Э. И., Смирнов Н. П. О роли планетарных сил в изменениях ледовитости арктических морей // Труды ААНИИ. — 1970. — Т. 292.
- Максимов И. В., Саруханян Э. И., Смирнов Н. П. Долгопериодные приливные явления в северной части Атлантического океана // Проблемы Арктики и Антарктики 1970. — N 35.
- Чилингаров А., Евсеев М, Саруханян Э. Айсберг меняет курс // Вокруг Света. — 1971. — N 9.
- Максимов И. В., Саруханян Э. И., Смирнов Н. П О связи движения полюсов Земли с перемещением центров действия атмосферы / // Проблемы Арктики и Антарктики, 1972, вып. 39, с. 55-63.
- Саруханян Э. И. Операция Дрейк // Человек и стихия.1977. — С. 132.
- Котляков В. М. , Саруханян Э. И. // Международный полярный год 2007—2008 / Природа. — 2007. — N 3. — С. . 34-40.
- Котляков В. М., Саруханян Э. И. , Фролов И. Е. Первые итоги Международного полярного года 2007—2008 / // Природа. — 2010. — N 9. — С. 44-55.